# Anthony Michineau
Anthony Michineau est un acteur, dramaturge, librettiste et metteur en scène français.

## Biographie
Anthony Michineau est né le 2 juillet 1973 à Challans. Après avoir étudié aux Cours Florent, il devient comédien, metteur en scène, puis auteur de pièces de théâtre.
Il écrit plusieurs pièces seul et signe des livrets et dialogues de comédies musicales.
Il est nommé en 2025 pour le Molière de l'auteur contemporain vivant pour la pièce "Les marchands d'étoiles".

## Auteur
- 2004 : Le Prince des nuées, monologue. Mise en scène Olivier Chancelier et Alain Merlet, Théâtre du Chêne vert.
- 2008 : Fais-moi une place[2], pièce de théâtre. Mise en scène Anthony Michineau et Jordy Karakassian, Théâtre d'Edgar, Théâtre Trévise, Théâtre des Feux de la rampe.
- 2012 : Gueule d'ange[3],[4],[5], pièce de théâtre. Mise en scène Romain Thunin, Théâtre des Béliers parisiens.
- 2013 : Fa-mi loc[6],[7],[8], adaptation en roumain de Fais-moi une place, avec Medeea Marinescu et Marius Manole (ro), Café Godot.
- 2014 : Raiponce et le Prince aventurier[9],[10],[11],[12],[13],[14], auteur du livret et des dialogues de la comédie musicale. Musiques de Julien Salvia, paroles des chansons de Ludovic-Alexandre Vidal, d’après l’œuvre des frères Grimm. Mise en scène de Guillaume Bouchède, espace Pierre Cardin puis Théâtre de la Porte Saint-Martin.
- 2015 : La Petite Fille aux allumettes[15],[16],[17],[18],[19], auteur du livret et des dialogues de la comédie musicale. Musiques de Julien Salvia, paroles des chansons de Ludovic-Alexandre Vidal, d’après l’œuvre de Hans Christian Andersen. Mise en scène de David Rozen, Théâtre du Palais Royal, au Théâtre du Gymnase Marie-Bell puis au Théâtre de la Renaissance. La Petite Fille aux allumettes a par ailleurs été présentée dans le cadre des New Works Series de New York Theatre Barn, à The Cell, New York, et a tourné en Chine en décembre 2019 et janvier 2020.
- 2016 : Mon pote est une femme comme les autres[20],[21],[22],[23],[24], pièce de théâtre. Mise en scène Luq Hamett, avec Charlotte Valandrey et Sacha Judaszko, Théâtre d'Edgar.
- 2019 : Hier encore j'étais un homme, mise en scène d'Anthony Michineau et Romain Fleury, Comédie Bastille et en tournée
- 2019 : Cabaret 4 saisons, mise en scène d'Anthony Michineau, Cabaret du Bout des Prés
- 2019 : Une sur dix[25], mise en scène Guillaume Bouchède et Nicolas Soulié, Théâtre des Variétés[26]
- 2019 : Norma Jeane Monroe, mise en scène de Guillaume Bouchède avec Elodie Frégé et Stéphane Hillel, tournée
- 2023 : Les marchands d'étoiles, mise en scène Julien Alluguette, Théâtre du Splendid, Théâtre des Corps-Saints à Avignon, Théâtre des Béliers Avignon
- 2023 : Génération 80, mise en scène d'Anthony Michineau, La chouette (anciennement Cabaret du Bout des Prés).
- 2023 : Guignol, la grande aventure musicale[27], mise en scène de Ned Grujic, Théâtre de la Gaité Montparnasse

## Comédien
- 2002 : Charette ou la Victoire des vaincus. Mise en scène Jacques-Raveleau Duparc - La Garnache (85).
- 2003 : Le Prince des nuées. Mise en scène Olivier Chancelier et Alain Merlet, Théâtre du Chêne vert
- 2004 : Les Fourberies de Scapin[28]. Mise en scène Alain Merlet et Olivier Chancelier, Théâtre du Chêne vert
- 2004 : Le Songe d'une nuit d'été. Mise en scène Anthony Michineau, Cie Ariel et Caliban
- 2004 : Clemenceau et la Tranchée des baïonnettes. Mise en scène Jacques-Raveleau Duparc
- 2007 : La Belle Hélène. Mise en scène Philippe Ermelier, Cie Philippe Ermelier, Théâtre Thallia
- 2008 : La Perichole. Mise en scène Anthony Michineau, Cie l’Elixir enchanté, Théâtre Marsoulan
- 2008 : Fais-moi une place. Mise en scène Anthony Michineau et Jordy Karakassian, Cie Productions du Matin, Théâtre d'Edgar, Théâtre Trévise, Théâtre des Feux de la rampe
- 2008 : Week-end en ascenseur. Mise en scène Thierry Patru, Alambic Comédie
- 2009 : Il était une fois. Mise en scène Cécile Jabinet, Cie Scénistic, Théâtre Marsoulan
- 2011 : La Vie parisienne. Mise en scène Anthony Michineau, Cie l’Elixir Enchanté, Théâtre Marsoulan
- 2012 : Gueule d'ange. Mise en scène Romain Thunin, Cie Production du Matin, Théâtre des Béliers parisiens
- 2014 : Raiponce et le Prince aventurier. Mise en scène Guillaume Bouchède. Espace Pierre Cardin puis Théâtre de la Porte Saint-Martin
- 2016 : Les femmes sont folles. Mise en scène Romain Thunin, Cie Baubau Productions, Comédie de Paris
- 2019 : Hier encore j'étais un homme. Mise en scène Anthony Michineau et Romain Fleury. Cie Production du Matin. Comédie Bastille. Marilu Production.
- 2023 : Les marchands d'étoiles, Mise en scène Julien Alluguette. Cie Production du Matin. Théâtre des Corps-Saints.

## Metteur en scène
- 2003 : Quel petit vélo... Co-mise en scène avec Olivier Chancelier, Théâtre du Chêne vert
- 2003 : La Route d'Hector. Co-mise en scène avec Alain Merlet, Théâtre du Chêne vert
- 2004 : Le Songe d'une nuit d'été. Cie Ariel et Caliban
- 2007 : Au cabaret, Cie Ariel et Caliban
- 2008 : La Perichole, Cie l’Elixir enchanté, Théâtre Marsoulan
- 2008 : Fais-moi une place, co-mise en scène avec Jordy Karakassian, Cie Productions du matin, Théâtre Trévise, Les Feux de la rampe, Théâtre d'Edgar
- 2011 : La Vie parisienne, Cie l’Élixir enchanté, Théâtre Marsoulan
- 2019 : Hier encore j'étais un homme, co-mise en scène avec Romain Fleury, Cie Production du matin, tournée
- 2019 : Cabaret 4 saisons, CBD PROD, Cabaret du Bout des Prés.
- 2023 : Génération 80, CBD PROD, Cabaret du Bout des Prés.

## Distinctions

### Récompenses
- Festival off d'Avignon 2023 : Prix du meilleur auteur contemporain pour Les marchands d'étoiles[29]

### Nominations
- Molières 2016 : 
  - Molière du spectacle jeune public pour Raiponce et le Prince aventurier[30]
  - Molière du spectacle jeune public pour La Petite fille aux allumettes[31],[32]
- Les Trophées de la Comédie Musicale 2017 : meilleure reprise pour La Petite Fille aux allumettes[33]
- Molières 2025 : Molière de l'auteur francophone vivant pour Les marchands d'étoiles